# Pablo Rodríguez Medina

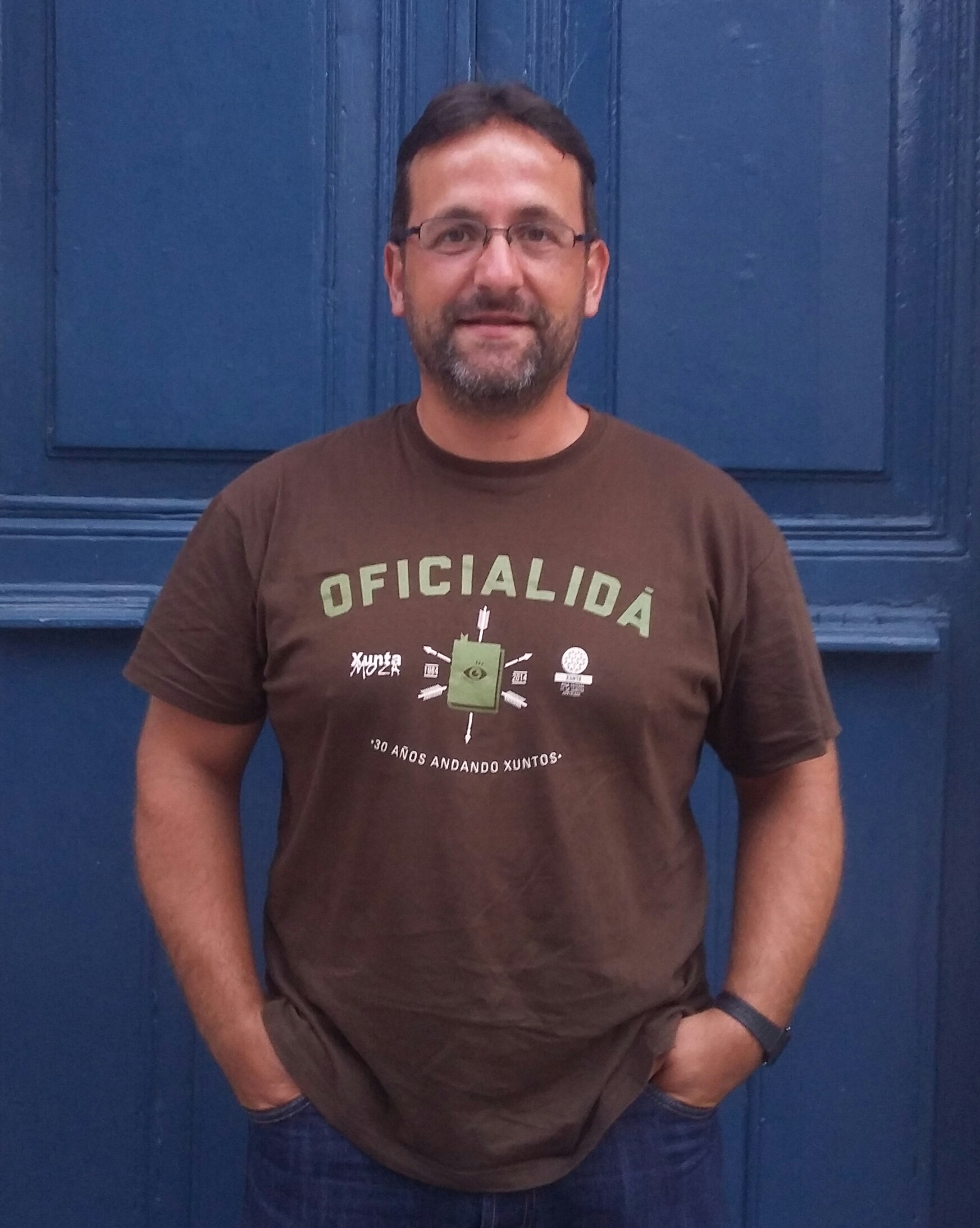

Pablo Rodríguez Medina (El Entrego, 1978) es un escritor español en castellano y asturiano.

## Biografía
Licenciado en filología hispánica y especialista en filología asturiana. Sus obras merecieron galardones a nivel regional y nacional. Destacan premios como el Josefa Jovellanos por la novela L´Arna de san Atanás, el Teodoro Cuesta en 2006 por el poemario Aires de mudanza, el de creación literaria de la Academia de la Llingua Asturiana por Les vueltes, toles vueltes y el I concurso literario de la Fundación Cultural Asturias, en 2007. Cultiva la narrativa, con obras como Los paraísos perdíos o Ente semeyances; la poesía, con poemarios como Nel dialetu del grisú, Tiempu d´esiliu y povisa ayeno y Los desconocedores del agua (premio Asturias joven de poesía), y el teatro, con obras como Martema. Historia d´una guerra, retratu d´unes culpes y Orbaya (premio de teatro de la Academia de la Llingua Asturiana). En castellano ha publicado obras como Desbandada, El desorden en los vientos, La arena tras tus ojos y Los laberintos del humo.
Desde 2020 es miembro de la Academia de la Llingua Asturiana como académico correspondiente.
- Datos: Q3329909